# Soorts-Hossegor
Soorts-Hossegor település Franciaországban, Landes megyében. Lakosainak száma 3669 fő (2022. január 1.). Soorts-Hossegor Capbreton, Angresse és Seignosse községekkel határos.

## Népesség
A település népessége az elmúlt években az alábbi módon változott:
| Lakosok száma | 2071 | 2544 | 2829 | 3586 | 3826 | 3823 | 3580 | 3480 | 3497 | 3669 |
|               | 1968 | 1982 | 1990 | 2006 | 2013 | 2015 | 2017 | 2019 | 2020 | 2022 |